# HMS Calcutta (D82)
HMS Calcutta (D82) là một tàu tuần dương hạng nhẹ thuộc lớp tàu tuần dương C của Hải quân Hoàng gia Anh Quốc, được chế tạo trong giai đoạn cuối Chiến tranh Thế giới thứ nhất, và thuộc lớp phụ Carlise, vốn còn bao gồm HMS Carlisle, HMS Cairo, HMS Capetown và HMS Colombo, khác biệt so với các lớp phụ trước đó, khi được bổ sung một "mũi tàu đánh cá" nâng mũi tàu lên cao hơn để đi biển tốt hơn, cũng như không có các tháp chỉ huy hỏa lực. Tên của nó được đặt theo thành phố Calcutta của Ấn Độ.
Calcutta được đặt lườn tại xưởng đóng tàu Vickers Limited vào ngày 18 tháng 10 năm 1917. Nó được hạ thủy vào ngày 9 tháng 7 năm 1918 và được đưa ra hoạt động cùng Hải quân Hoàng gia vào ngày 28 tháng 8 năm 1919. Quá trễ để có thể tham gia Thế Chiến I, nó được cải biến thành một tàu tuần dương phòng không vào năm 1939 và sau đó được bố trí tại Địa Trung Hải.
Mở đầu Chiến tranh Thế giới thứ hai, trong đêm 25 tháng 6 năm 1940, Calcutta được giao nhiệm vụ cùng các tàu khu trục Hải quân Hoàng gia Canada HMCS Restigouche và HMCS Fraser đi đến bờ biển Bordeaux tại Pháp, nơi 4.000 người tị nạn bị mắc kẹt bởi quân đội Đức đang chờ được giải cứu. Các con tàu phải đối mặt với biển động và tầm nhìn kém, buộc sĩ quan chỉ huy của Fraser phải tiến đến gần hai tàu bạn. Sau đó Fraser thực hiện một cú ngoặc sang mạn trái để đưa con tàu ra phía sau đuôi Calcutta, nhưng khi làm như vậy, hai chiếc tàu bị va chạm, và mũi của chiếc Calcutta nặng hơn đã đâm vào Fraser với lực mạnh đến mức chiếc tàu khu trục bị cắt ra làm ba phần. Fraser chìm với thiệt hại nhân mạng 45 người, trong khi cũng có 19 người trên Calcutta thiệt mạng.
Sau đó Calcutta được sử dụng để hộ tống các đoàn tàu vận tải Đồng Minh dọc theo Địa Trung Hải, và đã tham gia trận chiến mũi Matapan vào tháng 3 năm 1941. Nó bị đánh chìm vào ngày 1 tháng 6 năm 1941 trong một cuộc không kích ở cách 180 km (100 hải lý) ngoài khơi Alexandria, Ai Cập.